# Federazioni di bridge
Questo è un elenco delle federazioni associate alla World Bridge Federation;

## Europa
| Paese                | Federazione                                                                                                 | Sigla   |
| -------------------- | --- | ------- |
| Albania              | Federazione albanese di bridge (Albanian Bridge Federation)                                                 | ALBF    |
| Austria              | Federazione austriaca di bridge (Österreichischer Bridgesportverband)                                       | ÖBV     |
| Bielorussia          | Federazione bielorussa di bridge (Белорусский союз спортивного бриджа)                                      | BCBU    |
| Belgio               | Federazione reale belga di bridge (Fédération Royale Belge de Bridge/Koninklijk Belgische Bridge Federatie) | FBB/BBF |
| Bosnia ed Erzegovina | Federazione bridge Bosnia ed Erzegovina (Bosnia & Herzegovina Bridge Federation)                            | BHBF    |
| Francia              | Federazione francese di bridge (Fédération Française de Bridge)                                             | FFB     |
| Germania             | Federazione tedesca di bridge (Deutscher Bridge-Verband)                                                    | DBV     |
| Inghilterra          | Unione inglese di bridge (English Bridge Union)                                                             | EBU     |
| Italia               | Federazione Italiana Gioco Bridge                                                                           | FIGB    |
| Norvegia             | Federazione norvegese di bridge (Norsk Bridgeforbund)                                                       | NBF     |
| Paesi Bassi          | Federazione olandese di bridge (Nederlandse Bridge Bond)                                                    | NBB     |
| Portogallo           | Federazione portoghese di bridge (Federação Portuguesa de Bridge)                                           | FPB     |
| Svezia               | Federazione svedese di bridge (Förbundet Svensk Bridge)                                                     | FSB     |
| Ungheria             | Federazione ungherese di bridge (Magyar Bridzs Szövetség)                                                   | MBSZ    |

## Nord America
| Paese       | Federazione                                                          | Sigla |
| ----------- | -------------------------------------------------------------------- | ----- |
| Canada      | Federazione canadese di bridge (Canadian Bridge Federation)          | CBF   |
| Messico     | Federazione messicana di bridge (Federación Mexicana de Bridge)      | FMB   |
| Stati Uniti | Federazione statunitense di bridge (United States Bridge Federation) | USBF  |

## Sud America
| Paese     | Federazione                                                         | Sigla |
| --------- | ------------------------------------------------------------------- | ----- |
| Argentina | Associazione del Bridge Argentino (Asociación del Bridge Argentino) | ABA   |
| Brasile   | Federazione brasiliana di bridge (Federação Brasileira de Bridge)   | BBF   |
| Uruguay   | Federazione uruguaiana di bridge (Asociación Uruguaya de Bridge)    | AUB   |
| Venezuela | Federazione venezuelana di bridge (Federación Venezolana de Bridge) | FVB   |